# Fjällräven
Fjällräven (wymowa ˈfjɛ̂lːˌrɛːvɛn ( odsłuchaj),  „lis polarny") – szwedzkie przedsiębiorstwo odzieżowe założone w 1960 roku przez Åke Nordina. Firma specjalizuje się projektowaniu odzieży trekkingowej i plecaków.
Marka znana jest na świecie przede wszystkim ze względu na zaprojektowany pod koniec lat 70. plecak Fjällräven Kanken, który Nordin stworzył w celu zniwelowania wad postawy wśród szwedzkich nastolatków. Jego premiera odbyła się na początku roku szkolnego 1978, z udziałem Szwedzkiego Stowarzyszenia Przewodników i Skautów.
Firma jest sponsorem tytularnym Fjällräven Center, areny hokejowej w Örnsköldsvik.